# Acer chapaense
Acer chapaense é uma espécie de árvore do gênero Acer, pertencente à família Aceraceae.